# Giannino Marzotto
Il Conte Giannino Marzotto, detto Gianni (Valdagno, 13 aprile 1928 – Padova, 14 luglio 2012), è stato un imprenditore e pilota automobilistico italiano.

## Biografia
Figlio del conte Gaetano "iunior", esponente della famiglia Marzotto impegnata nel settore tessile.
Dopo una parentesi di cinque anni dedicata alle corse, dal 1953 si dedicò all'azienda di famiglia ampliandone le aree di interesse.
Padre di Margherita, Cristina e Rori, si ritirò dalla scena tessile nel 1969.
Attivo anche in politica e in iniziative a favore dei giovani investì tempo e denaro in opere di mecenatismo e beneficenza.
È morto all'ospedale di Padova nell'estate del 2012; la salma riposa nella tomba di famiglia nel cimitero di Valdagno.

## Carriera
Iniziò a correre nel 1948 a bordo di una Lancia Aprilia disputando alcune gare in salita e conquistando anche il campionato italiano 1948.
Amico di Enzo Ferrari disputò la sua prima gara con una vettura del Cavallino Rampante, una Ferrari 166 S, nel 1949 vincendo la Vermicino - Rocca di Papa.
Nel 1950 acquistò due telai 212 Export da Ferrari con l'intento di realizzare una spider, denominata "Carretto Siciliano" e una coupé denominata "Uovo".
Progettata per la Mille Miglia, la Uovo aveva una carrozzeria molto tondeggiante, con la griglia del radiatore praticamente tonda, e con accorgimenti volti ad aumentare l'efficienza aerodinamica e a ridurne il peso.
Partecipò due volte nella Coppa d'Oro delle Dolomiti, finendo primo nel 1950 e secondo nel 1952 in coppia con Marco Crosara a bordo di una Ferrari 340 America.
Disputò quattro edizioni della Mille Miglia e la 24 Ore di Le Mans del 1954 che lo vide quinto al traguardo.

### Le Mille Miglia

Giannino Marzotto al volante della sua Ferrari 212 Export

Nel 1948 partecipò a bordo della Lancia Aprilia piazzandosi al 28º posto assoluto; nel 1949, sempre su Aprilia fu costretto al ritiro.
Riuscì a vincere l'edizione del 1950 su Ferrari 195 S; l'edizione 1951 disputata con la "Uovo" lo vide fermarsi all'altezza di Senigallia.
Saltò l'edizione 1952 dove apparve in veste di padrone della scuderia Marzotto mentre nel 1953 conquistò la vittoria su Ferrari 340 MM infliggendo un distacco di 12 minuti a Juan Manuel Fangio.
All'arrivo venne intervistato rilasciando la seguente dichiarazione: